# 林玉緒
林 玉緒（はやし たまお、1962年8月23日 - ）は、日本の女性声優。神奈川県出身。ぷろだくしょん★A組所属。

## 略歴
かつては劇団新人会、九プロダクションに所属していた。

## 人物
声種はメゾソプラノ。
趣味・特技は剣道。
キャリア初期は浦上靖夫・小林克良演出作品に脇役として出演していた。
『クレヨンしんちゃん』には、開始当初から一貫してネネちゃん役で出演している。

## 出演
太字はメインキャラクター。

### テレビアニメ
1987年
- エスパー魔美（女生徒C、アジフライ男の妻、子ギツネ、レポーター、女の子C 他）
- シティーハンター（1987年 - 1991年、女性客C、女の子、美女C、ホステスB、極悪軍団 他） - 4シリーズ

1988年
- 美味しんぼ（さとるの母、仲居B、受付、友人B、久美子 他）
- それいけ!アンパンマン（スイカくん〈初代〉、チェリー兄〈初代〉）
- ビリ犬（1988年 - 1989年、音楽の先生、クミコ、ウサコ 他） - 2シリーズ

1989年
- おぼっちゃまくん（1989年 - 1992年、栄、ピエール、貧保麻美、ガイド、沙麻代の母 他）
- チンプイ（スネ美のママ〈初代〉 他）
- YAWARA!（1989年 - 1992年、女生徒A、キム、宇崎、餅田、ドヌーブ 他）
- ドラえもん（テレビ朝日版第1期）（1989年 - 1992年、女の子、生徒）

1990年
- オバタリアン（若い女）
- ガタピシ（ペパーミント）
- 藤子不二雄Aの夢魔子（社員E、香の友人）

1991年
- どろろんぱっ!（アンジー）
- 21エモン（ミリオネヤ星人、コンピューターの声）
- ちびまる子ちゃん（一年生達、双子の姉妹）
- 笑ゥせぇるすまん

1992年
- クレヨンしんちゃん（1992年 - 、ネネちゃん、根苦羅田ジュン子 他）
- ママは小学4年生（女子生徒、山口大平、健太の母、夢谷紗利衣、山本先生 他）

1993年
- ミラクル☆ガールズ（大和田、マミ、レポーター、トラちゃん、女）

1994年
- とんでぶーりん（みどり）

1995年
- 忍たま乱太郎（海女D）

1996年
- シンデレラ物語（ミーシャ、貴婦人）

1997年
- CLAMP学園探偵団（女生徒D 他）
- 忍ペンまん丸（ツネ次郎の母）

1999年
- アニメ静岡県史（淀殿、築山殿、旭姫）
- 週刊ストーリーランド

2001年
- 格闘料理伝説ビストロレシピ（味亜味亜）

2007年
- 名探偵コナン（2007年 - 2021年、大家、おばさん、佐久間サクラ）

### 劇場アニメ
1989年
- ドラえもん のび太の日本誕生（女の子A）

1990年
- シティーハンター ベイシティウォーズ（女性A）

1993年
- クレヨンしんちゃん アクション仮面VSハイグレ魔王（ネネちゃん）

1994年
- クレヨンしんちゃん ブリブリ王国の秘宝（ネネちゃん）
- バッドばつ丸の俺は優等生（カンガルー先生）
- バッドばつ丸の男度胸の思いやり（カンガルー先生）

1995年
- クレヨンしんちゃん 雲黒斎の野望（ネネ）
- 5等になりたい（しのぶ、ソックス）

1996年
- クレヨンしんちゃん ヘンダーランドの大冒険（ネネちゃん）
- マヤの一生
- バッドばつ丸のオレのポチは世界一（カンガルー先生）

1997年
- クレヨンしんちゃん 暗黒タマタマ大追跡（ネネちゃん）
- 天才えりちゃん 金魚を食べた（井上さやか）

1998年
- クレヨンしんちゃん 電撃!ブタのヒヅメ大作戦（ネネちゃん）

1999年
- クレしんパラダイス! メイド・イン・埼玉（ネネちゃん）
- クレヨンしんちゃん 爆発!温泉わくわく大決戦（ネネちゃん）
- クマのミナクロと公平じいさん

2000年
- クレヨンしんちゃん 嵐を呼ぶジャングル（ネネちゃん）

2001年
- クレヨンしんちゃん 嵐を呼ぶ モーレツ!オトナ帝国の逆襲（ネネちゃん）

2002年
- クレヨンしんちゃん 嵐を呼ぶ アッパレ!戦国大合戦（ネネちゃん、ねね）

2003年
- クレヨンしんちゃん 嵐を呼ぶ 栄光のヤキニクロード（ネネちゃん）

2004年
- クレヨンしんちゃん 嵐を呼ぶ!夕陽のカスカベボーイズ（ネネちゃん）

2005年
- クレヨンしんちゃん 伝説を呼ぶブリブリ 3分ポッキリ大進撃（ネネちゃん）

2006年
- クレヨンしんちゃん 伝説を呼ぶ 踊れ!アミーゴ!（ネネちゃん）

2007年
- クレヨンしんちゃん 嵐を呼ぶ 歌うケツだけ爆弾!（ネネちゃん）

2008年
- クレヨンしんちゃん ちょー嵐を呼ぶ 金矛の勇者（ネネちゃん）

2009年
- クレヨンしんちゃん オタケベ!カスカベ野生王国（ネネちゃん）

2010年
- クレヨンしんちゃん 超時空!嵐を呼ぶオラの花嫁（ネネちゃん）

2011年
- クレヨンしんちゃん 嵐を呼ぶ黄金のスパイ大作戦（ネネちゃん）

2012年
- クレヨンしんちゃん 嵐を呼ぶ!オラと宇宙のプリンセス（ネネちゃん）

2013年
- クレヨンしんちゃん バカうまっ!B級グルメサバイバル!!（ネネちゃん）

2014年
- クレヨンしんちゃん ガチンコ!逆襲のロボとーちゃん（ネネちゃん）

2015年
- クレヨンしんちゃん オラの引越し物語 サボテン大襲撃（ネネちゃん）

2016年
- クレヨンしんちゃん 爆睡!ユメミーワールド大突撃（ネネちゃん）

2017年
- クレヨンしんちゃん 襲来!!宇宙人シリリ（ネネちゃん）

2018年
- クレヨンしんちゃん 爆盛!カンフーボーイズ〜拉麺大乱〜（ネネちゃん）

2019年
- クレヨンしんちゃん 新婚旅行ハリケーン 〜失われたひろし〜（ネネちゃん）

2020年
- クレヨンしんちゃん 激突! ラクガキングダムとほぼ四人の勇者（ネネちゃん）

2021年
- クレヨンしんちゃん 謎メキ!花の天カス学園（ネネちゃん）

2022年
- クレヨンしんちゃん もののけニンジャ珍風伝（ネネちゃん）

2023年
- しん次元! クレヨンしんちゃん THE MOVIE 超能力大決戦 〜とべとべ手巻き寿司〜（ネネちゃん）

2024年
- クレヨンしんちゃん オラたちの恐竜日記（ネネちゃん）

2025年
- クレヨンしんちゃん 超華麗!灼熱のカスカベダンサーズ（ネネちゃん）

### OVA
1988年
- 機甲猟兵メロウリンク（女ゲリラ）

1990年
- 天外魔境 自来也おぼろ変（腰元C）

1991年
- 機動戦士ガンダム0083 STARDUST MEMORY（女整備士、整備員、美女A、同僚A）
- 静かなるドン
- スーパーマリオワールド マリオとヨッシーの冒険ランド（黄色ヨッシー、ハナチャン）
- 創竜伝

1992年
- 俺の空 刑事篇（三輪恵子）
- 世界の光 親鸞聖人（ハナ）
- チャイナさんの憂鬱（ティティ）
- リカちゃんの日曜日（子供）

1993年
- ぼくの地球を守って（キャー）
- ハローキティの小公女（アーメンガード）

1995年
- キキとララのママってすてき（星の子）

1997年
- AIKa（白デルモP、ホワイトP）

2000年
- ブーバ先生むしむし大百科（テンコ）

2008年
- 名探偵コナン MAGIC FILE2 工藤新一 謎の壁と黒ラブ事件（おばさん）

### Webアニメ
- クレヨンしんちゃん外伝 おもちゃウォーズ（2016年、ネネちゃん）
- クレヨンしんちゃん外伝 お・お・お・のしんのすけ（2017年、ウサギ娘）

### ゲーム
1992年
- YAWARA!

1993年
- 藤子不二雄Aの笑ゥせぇるすまん（オクサン、女性、さやか）

1995年
- クレヨンしんちゃん パズル大魔王の謎（ネネちゃん）

2001年
- キッズステーション クレヨンしんちゃん オラとおもいでつくるゾ!（ネネちゃん）

2006年
- クレヨンしんちゃん 最強家族カスカベキング うぃ〜（ネネちゃん）
- クレヨンしんちゃん 伝説を呼ぶ オマケの都ショックガーン!

2007年
- クレヨンしんちゃんDS 嵐を呼ぶ ぬってクレヨ〜ン大作戦!

2008年
- クレヨンしんちゃん 嵐を呼ぶ シネマランド カチンコガチンコ大活劇!

2009年
- クレヨンしんちゃん 嵐を呼ぶ ねんどろろ〜ん大変身!

2010年
- クレヨンしんちゃん おバカ大忍伝 すすめ!カスカベ忍者隊!
- クレヨンしんちゃん ショックガ〜ン!伝説を呼ぶオマケ大ケツ戦!!（ネネちゃん）

2011年
- クレヨンしんちゃん 宇宙DEアチョー!? 友情のおバカラテ!!

2014年
- クレヨンしんちゃん 嵐を呼ぶ カスカベ映画スターズ!（ネネちゃん）

2017年
- クレヨンしんちゃん 激アツ! おでんわ〜るど大コン乱!（ネネちゃん）

2021年
- クレヨンしんちゃん 「オラと博士の夏休み」〜おわらない七日間の旅〜（キネ）

2024年
- クレヨンしんちゃん 「炭の町のシロ」（ネネちゃん）

### 吹き替え

#### 映画
- アイス・ストーム（マージ）
- 宇宙少女ゼノン
- 永遠のアフリカ（ルシアナ）
- ゴースト・オブ・ミシシッピー
- ゴールデン・ガイ
- コブラ ※テレビ朝日版
- ジキル&ハイド（少女）
- シックス・センス（キラ・コリンズ / ミーシャ・バートン）※ソフト版
- チンギス・ハーン
- 失踪 妄想は究極の凶器（デニース・カズンズ）
- 女優マルキーズ（ジュヌビエーブ）
- スウィート・リベンジ（アニータ）
- スカーレット・レター（ミツバ / リサ・ジョリフ＝アンドー）
- 素顔のままで（アンジェラ / ルーマー・ウィリス）※ソフト版
- 太陽は、僕の瞳（バハル）
- 地獄のヒーロー ザ・プレジデント・マンII
- ドクター・ドリトル2（チワワ）
- トランスポーター
- ハッピーエンド
- ヒーロー/靴をなくした天使 ※日本テレビ版
- 僕の彼女を紹介します
- 黙秘（少女セリーナ）※DVD版
- ラフドラフト 殺人実況報道
- リトル・ウィッチ ビビと魔法のクリスタル（ホブナー / フランソワ・ゲシュケ）
- 隣人は静かに笑う（ハナ・ラング）※DVD版
- 霊幻道士5 ベビーキョンシー対空飛ぶドラキュラ!（シスター）

#### ドラマ
- 赤と黒
- 新アウターリミッツ
- 人類月に立つ
- ビバリーヒルズ青春白書（ボビー）
- ホミサイド/殺人捜査課（ダイヤー）

#### アニメ
- ウォレスとグルミット 野菜畑で大ピンチ!
- ミュータント・タートルズ

### ラジオドラマ
- おはなしの旅

### 朗読
- おばあさんの花火 杉みき子作

### カセット文庫
- 装甲騎兵ボトムズ（コンピューターの声）

### テレビドラマ
- 渡る世間は鬼ばかり 第2シリーズ 第2話（1993年、TBS） - 電話の声
- 金曜エンタテイメント 幸福の誤算（1996年6月28日、フジテレビ）